# Milena Nikolić
Milena Nikolić (Cyrillisch: Милена Николић) (Trebinje, 6 juli 1992) is een Servisch-Bosnisch voetbalspeelster. Ze begon als negenjarige met voetbal bij ZFK Leotar.
In 2010 kwam ze uit voor het nationaal U19-team van Bosnië. Sinds 2009 komt ze ook uit voor het Bosnisch nationaal vrouwenelftal.
In 2016 verhuisde ze van Spartak Subotica naar SC Sand, dat in de Duitse Bundesliga uitkomt.

## Resultaten
- 2013–14 Landskampioen van Servië met FK Spartak Subotica.
- 2013–14 topscorer van het Champions League-toernooi.